# Havmanden
Havmanden var en danskt skepp som bland annat fungerade som örlogsskepp och som transportfartyg för last, kolonister, straffångar och slavar till Västindien och som förliste 1683 vid Risö i Öckerö kommun på svenska Västkusten.

## I tjänst
Skeppet har en brokig historia och Havmanden, finns liksom Neptunus, första gången omnämnt 1674 i samband med en tidigare expedition till Västindien. På återresan sprang fartyget läck och man sökte nödhamn i Plymouth, men där stötte det på grund så även stäven krossades.
Ett örlogsskepp med namnet Havmanden ingick i danska flottans andra eskader i slaget vid Ölands södra udde den 1 juni 1676. Detta skepp som stred för de allierade Danmark-Holland var en fregatt bestyckad med 36 kanoner. På den svenska sidan stred skeppet Neptunus med 44 kanoner i första eskadern. 
Det uppges att Havmanden även deltagit i en drabbning mellan danskar och svenskar i Blekinge skärgård 1676, alltså tidigare på året innan slaget vid Öland ägde rum. Skeppen har ofta blivit sammanblandade och det har även spekulerats huruvida Neptunus fick byta sitt namn till Havmanden efter att hon övertagits av danskarna. Namnet "Havmanden" med betydelsen "Havsmannen" kan inom romersk mytologi motsvaras av havsguden Neptunus.
År 1682 övertogs örlogsskeppet Havmanden av Vestindisk Guineisk Kompani för att frakta last och människor till den danska kolonin i Västindien. Efter ett myteri ombord förliste fartyget 1683 i Öckerö skärgård.

## Avresan
På hösten 1682 utrustades en ny expedition till Västindien och under resan skulle den nyutnämnde guvernören Jörgen Iversen med familj följa med till S:t Thomas. Med på Havmanden var förutom skeppets kapten, 50 matroser, 15 ämbetsmän, 15 kolonister och 120 straffångar. Bland fångarna fanns också tjugo kvinnor som var dömda för "lättfärdighet", det vill säga sedlighetsbrott, och straffet för detta var att på en avlägsen ö långt ute i Atlanten arbeta på sockerplantage.
Fartyget var inför avresan bestyckat med fjorton kanoner och lasten bestod av byggnadsmaterial till de danska besittningarna. Enligt planerna skulle familjen Iversen först lämnas på S:t Thomas, sedan skulle skeppet bege sig till en dansk koloni på Guineakusten för att där hämta slavar. Efter att slavarna fraktats över till S:t Thomas skulle skeppet återvända hem till Danmark.

## Myteriet
Havmanden lämnade Danmark men utsattes redan från början av en stark motvind och dåligt väder. Besättningens matransoner och dricksvatten var otillräckligt. Disciplinen var hård och med stor möda försökte manskap och passagerare att kryssa skeppet framåt i den grova sjön för att ta sig till Engelska kanalen. Sjukdomar bröt ut och Ivarssons hustru födde en dotter som dog efter bara några dagar. Ett rykte spreds ombord att det fartyget kunde vara "förhäxat".
Den 20 januari 1683 när skeppet befann sig i Engelska kanalen utbröt myteri och guvernören  Ivarsson, skeppets kapten och fem av kompaniets ämbetsmän kastades överbord. Även det nyfödda, döda barnet kastades i sjön. Därpå seglade man vidare till Azorerna där man släppte av kolonister och straffångar på ön Flores. Efter att ha fyllt på med proviant och färskvatten satte myteristerna kurs mot Irland för att där sälja skeppet och lasten, och sedan skingras, men planerna ändrades och de beslöt istället ta sig till Köpenhamn. 
I slutet av mars när de korsade Nordsjön och tog sig in i Kattegatt utbröt ett nytt oväder. Den hårda vinden pressade fartyget mot den svenska kusten där det slutligen strandade på Risö. Ryktet om det strandade skeppet spred sig snabbt och efter ett par dagar lät rådman Arvidsson i Marstrand borda fartyget och arrestera fem av myteristerna. Arvidsson skrev flera gånger till ägaren "Vest-Guinesisk Kompagni" för att få direktiv, men utan resultat. Till slut lät Arvidsson bärga fartygets last och utrustning, däribland kanoner, rundhult och galjonsfiguren. Strax därpå började lokalbefolkningen plundra fartyget trots att prosten uppifrån hotat med stränga straff.
Amiralitetet i Danmark kände redan till myteriet och lät skicka flottans högste befäl amiral Nils Juel för att med sitt örlogsskepp Havfruen hämta hem de överlevande och ställa dem inför rätta. Domarna blev hårda och verkställdes med offentliga avrättningar vid Österport i Köpenhamn. Före avrättningarna blev de svårt torterade med bland annat rådbråkning och stegling. Några lades upp på hjul för att beskådas innan de halshöggs.

## Vraket
Vraket påträffades 1999 av dykare från Marinarkeologiska sällskapet Göteborgkretsen och det undersöktes av Bohusläns museum 2001. Det har måtten 31,5 x 7,5 meter och ligger vid en mindre vik på Risöns nordvästra sida. Bland fritt liggande fynd på sjöbotten hittades bland annat delar av fartygets skeppsklocka. Fynd som har bärgats vid de marinarkeologiska undersökningarna 2000-2001 är en kritpipa, keramikkärl, formtegel, en del av en sko eller stövel och skeppsklockan. Kvar på fyndplatsen finns ett par slipstenar och ett större stockankare. Ankaret är djupt nedsjunket i dybotten och endast ankarringen, änden av ett fly och en bit av stocken sticker upp. Stocken är cirka tre meter lång.